# Ivan Aleksejevič Hruščov
Ivan Aleksejevič Hruščov (rusko Иван Алексеевич Хрущов), ruski general, * 1774, † 1824.
Bil je eden izmed pomembnejših generalov, ki so se borili med Napoleonovo invazijo na Rusijo; posledično je bil njegov portret dodan v Vojaško galerijo Zimskega dvorca.

## Življenje
1. januarja 1778 je vstopil v Izmailovski polk; leta 1793 je pridobil čin zastavnika. V letih 1792 in 1794 je sodeloval v bojih proti silam Poljske konfederacije, nakar pa je bil leta 1794 kot gardni major premeščen v Elisavetgradski konjeniško-lovski polk. 
Leta 1796 je sodeloval v bojih proti Perzijcem in v letih 1799-1800 v švicarski kampanji. 22. avgusta 1799 je bil povišan v polkovnika. Sodeloval je tudi v bojih proti Francozom v letih 1805 in 1807. 4. julija 1805 je bil imenovan za poveljnika Moskovskega dragonskega polka in 28. septemba 1806 za poveljnika Arzamaskega dragonskega polka. 
24. maja 1807 je bil povišan v generalmajorja. Leta 1810 se je udeležil vojne proti Turkom. V začetku patriotske vojne leta 1812 je bil poveljnik Arzamaskega dragonskega polka, nato pa je postal poveljnik 16. brigade 5. konjeniške divizije. Sodeloval je v bojih v Nemčiji ter pri zavzetju Pariza. 
Po vojni je bil poveljnik 1. brigade 1. konjeniško-lovske divizije. Med 27. novembrom 1816 in 23. aprilom 1827 je bil poveljnik 1. konjeniško-lovske divizije, nato pa se je vrnil na mesto brigadnega poveljnika. 
Upokojen je bil 20. marca 1818.